# Honestiores și humiliores
În Imperiul Roman târziu, honestiores și humiliores erau numele folosite pentru a desemna în linii mari două clase sociale distincte. Honestiores erau cei care deținuseră titluri sociale semnificative, în timp ce humiliores erau oamenii de rând.